# 민룡
민룡(1982년 7월 14일~)은 대한민국의 전 남자 쇼트트랙 선수이다.
그는 2000년 세계 선수권 대회에서 우승했다.

## 선수 경력
민룡은 2002년 솔트레이크 시티 동계 올림픽에 출전했다.
올림픽에 앞서, 그는 5,000m 릴레이와 함께 1,500m 나 1,000m 개인전에 참가할 것으로 예상했다.
하지만 민룡은 1,500m와 1,000m 개인전에 선발되지 못했고 5,000m 릴레이 예선 도중 심각한 부상을 입어 올림픽이 끝난 직후 조기은퇴했다.